# 苏报案

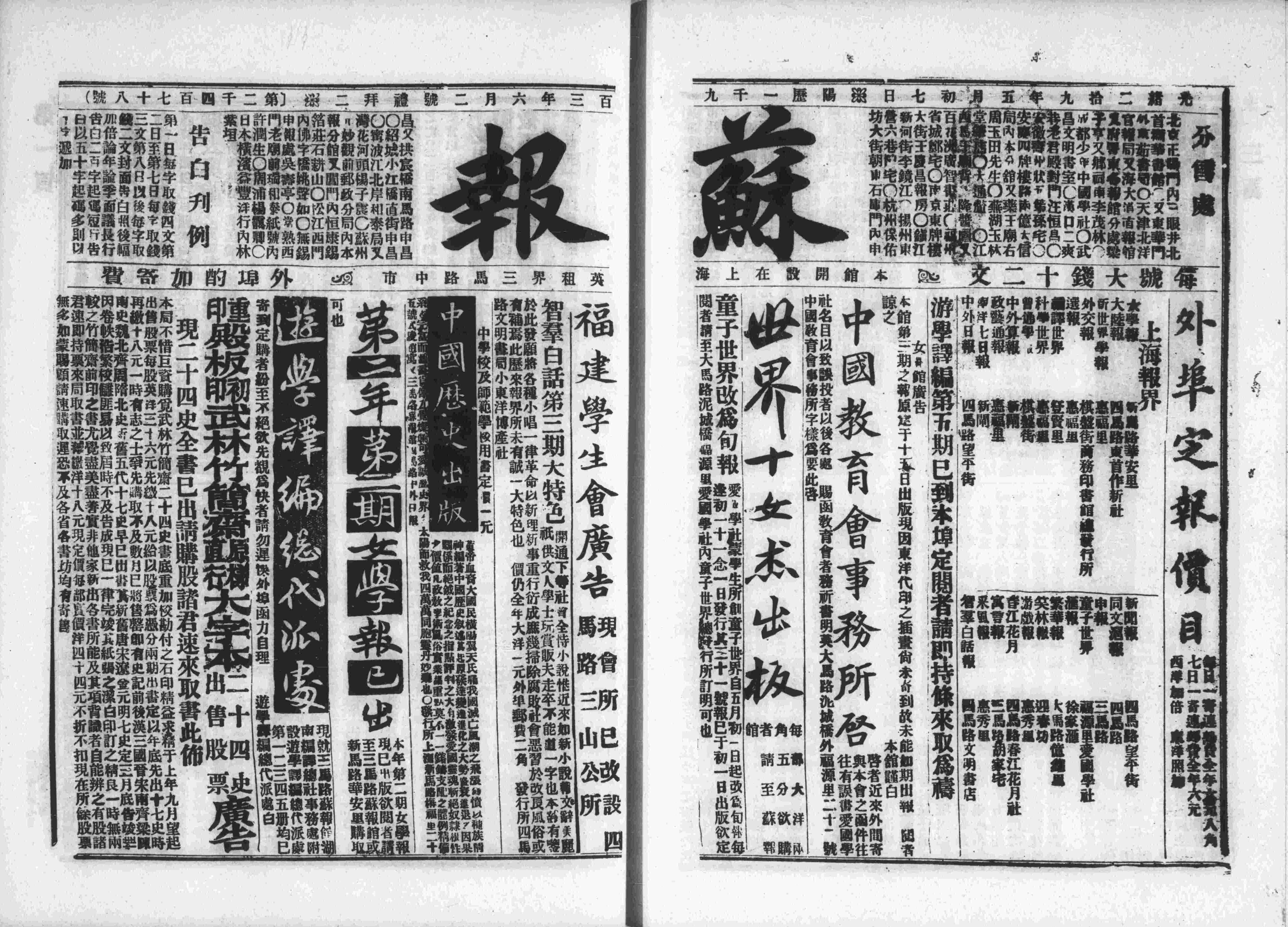
1903年6月2日的苏报

苏报案是发生在1903年的上海的一起案件。《苏报》在章士钊担任主笔後，開始号召推翻清政府，引起当局重视与不满。6月末，经过清政府与上海租界当局的多番交涉，《苏报》馆中多人被捕，报纸停止出版，报馆也最终被查封，随后进行长达数月的审判。由于在租界，审判主要依据西方法律，原告是清廷，被告是《苏报》人员。最后清廷在与西方的博弈中败下阵来，放弃重判苏报案被告。由于此案的特殊性，在当时引起很大关注，也让后人从中得到思考。

## 《苏报》其报
《苏报》本是光绪二十二年（1896年）胡璋经营，在驻沪日本总领馆注册的一份营业性质的小报。长期以来，在上海新闻界地位不高，1900年出让给陈范。
陈范接手后，《苏报》的風格開始與此前不同，報上刊登的言论被当时的保皇立宪派所重视。1903年初，全国普遍爆发的学潮，《苏报》支持中国教育会和爱国学社的活动，聘章士钊为主笔，章炳麟、蔡元培等撰稿人，发表邹容《革命军》和章士钊驳斥康有为改良主义政见的论文。此后《苏报》言论倾向急剧转变，成为国内反清革命舆论动员的重要阵地和爱国学社师生發表言论之园地。

## 事件历史背景及起因
国内政局方面，庚子勤王之後，国内政局与社会思潮已经发生很大变化，有些人開始支持推翻清朝統治。从当时报界的情况来看，当时报界为寻求庇护，多将报馆设立在租界内，或以外文报头發刊。上海租界的言论、出版自由问题是很复杂的。发生于上海租界内的“苏报案”，全面地反映了各种利益矛盾的纠结和当时言论、出版自由的状况。
光緒二十九年（1903年）五月，《革命军》由上海大同書局出版，由章太炎作序。刊登在五月二十七日的《蘇報》。五月三十一日，《蘇報》刊出〈駁康有為論革命書〉（章太炎著），六月八日，又刊出〈讀革命軍〉（實為章士釗作）、〈介紹革命軍〉（實為章太炎作），使《革命軍》成為暢銷書。
《蘇報》上的言論終於引起清廷不滿，清廷密電官員抓人。「滬上各報內，蘇報近更狂吠，愈無忌憚，著即拿辦。轉飭密派幹役，將單開各要犯分別嚴拿，務獲稟辦，毋稍洩漏疏虞，致被兔脫。」
清廷以《苏报》“悍谬横肆，为患不小”，并指出章太炎的《驳康有为论革命书》有“载湉小丑，未辨菽麦”之语，大逆不道，要求美国人福开森“切商各领等，务将该馆立即封闭”。

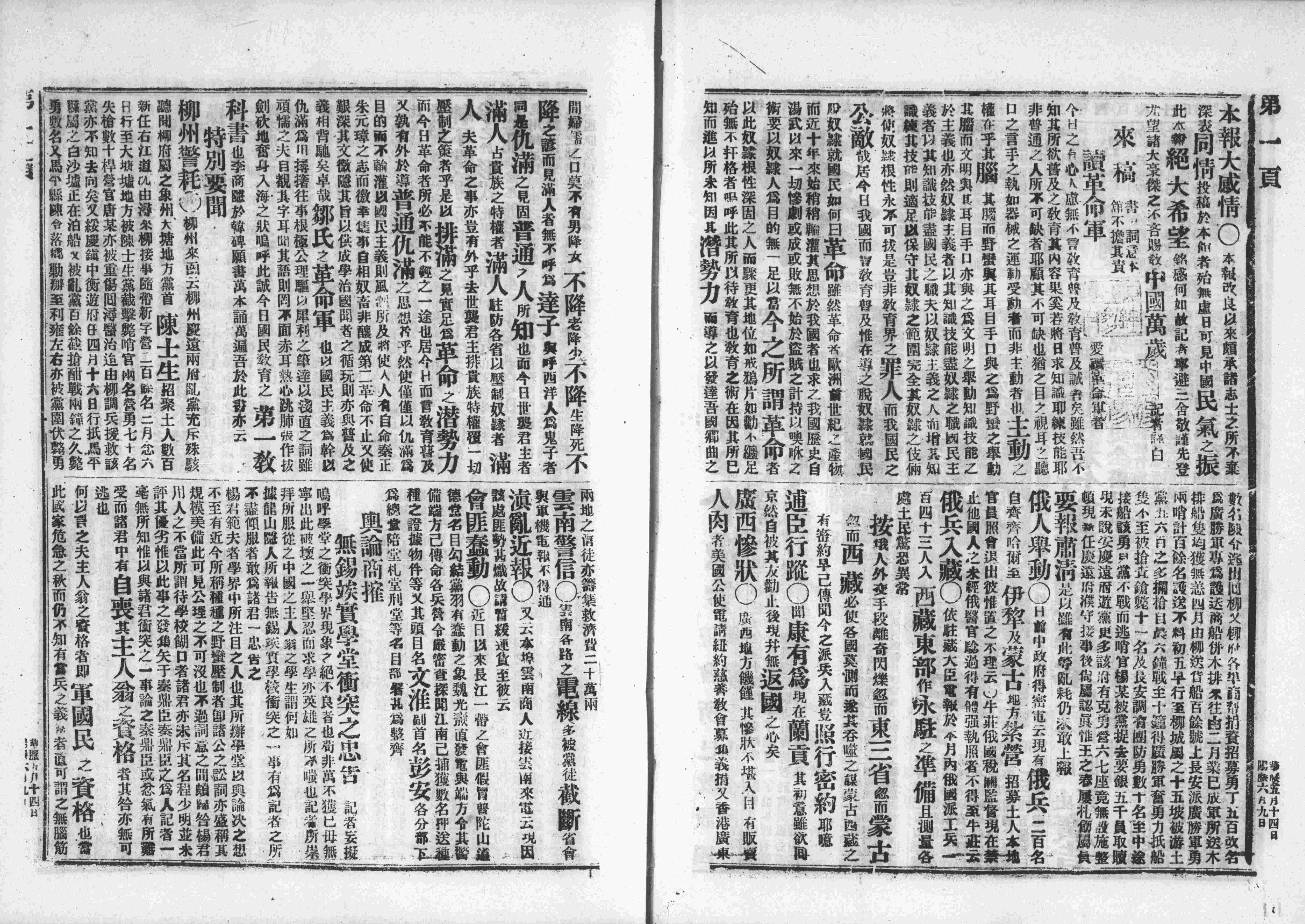
讀革命軍，刊於1903年6月9日的蘇報。
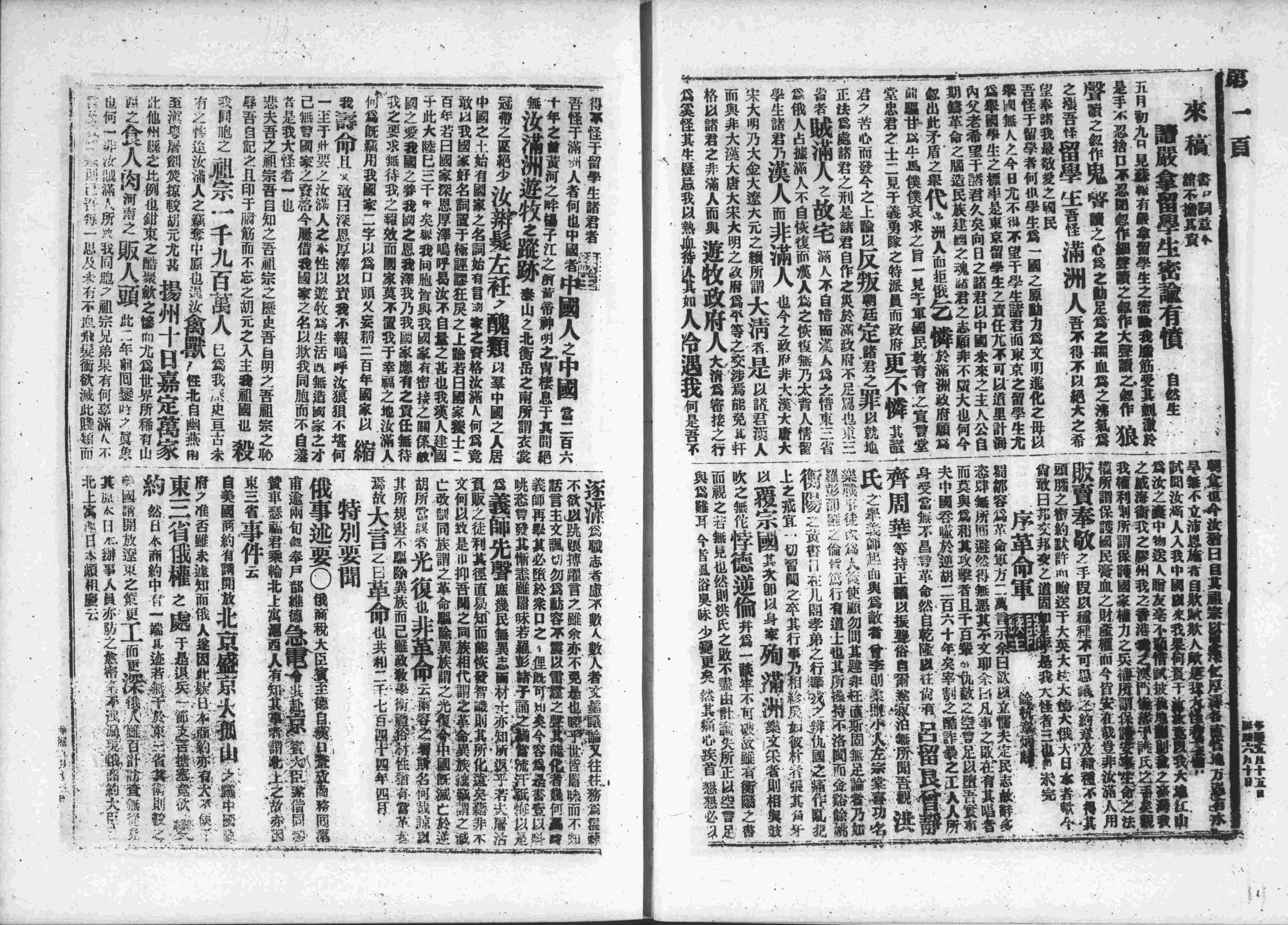
革命軍序，刊於1903年6月10日的蘇報。
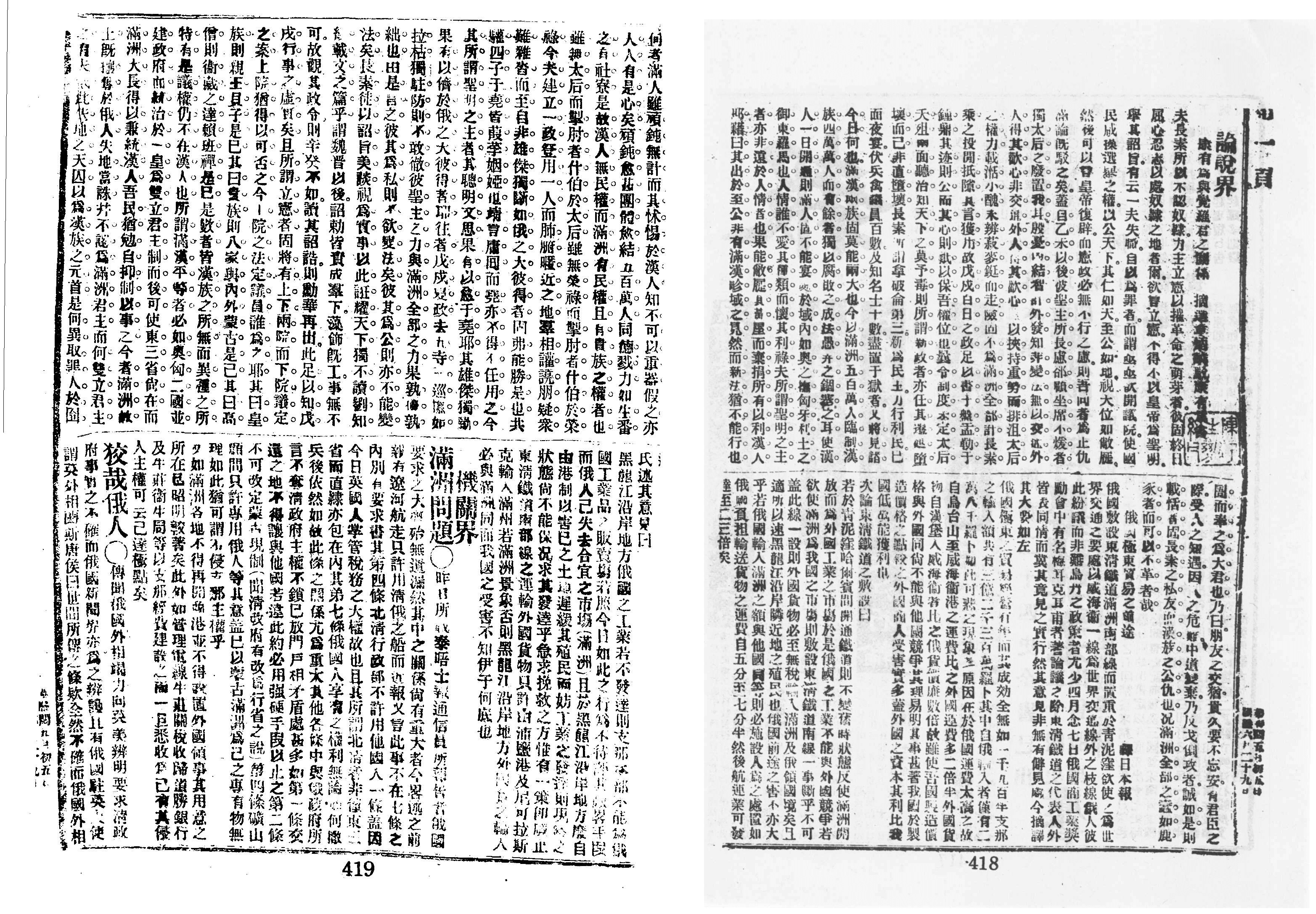
駁康有為論革命書之節錄版（康有為與覺羅君之關係），刊於1903年6月29日的蘇報。

## 主要参与者

### 苏报案被告
清廷所定捕人名单裡有钱允生、程吉甫、陈叔畴，章炳麟、鄒容、龍積之，陳範七人。这其中，陈范、陈叔畴实为一人，钱允生、程吉甫是报馆杂工，龙积之至多只是同之前的勤王运动有点干系，却也上了捕人名单。6月29日至7月1日名单上人员除了陈範全被抓获。陈范逃到日本，巡捕以“父债子偿”观念，抓捕陈仲彝代其父受审。
苏报案主要涉案人员为章士钊、章炳麟和邹容。其中章士钊由于老师俞明震的关系并未被抓捕。章太炎，后易名为章炳麟，曾著《驳康有为论革命书》，为《革命军》作序，参加张园演说，是鼓吹反清革命最为激烈的人之一。邹容作《革命军》，攻击清政府，鼓吹革命，在巡捕捉人时本可以逃跑，然而在吳稚暉慫恿愛國學社的人，在鄒容家門口丟磚塊叫罵「不入獄為無恥」下，與愛國學社不合的鄒容憤而投案。

### 审案人员
- 清廷官员孙建臣、汪瑶廷
- 英国领事馆副领事兼翻译官迪比南
- 檢控律师古柏、哈華託
- 辩护律师博易、瓊司[3]

## 审判过程
該案共审讯三次，分为预审、第一次审理和第二次审理。1903年7月1日，巡捕房将六名人犯移送会审公廨进行预审。辩护律师博易请求申请延审，预审草草收场。

### 第一次审理
7月15日，苏报案第一次公开审理。在预审与公开审理之间，清廷与各国领事展开斡旋，又收买《新闻报》攻击《苏报》以挽回舆论上的劣势。
正式开庭后，清政府的律师古柏控告《苏报》「污蔑政府朝廷、捏造上谕、大逆不道」。对于这些指控，六人起初一言不发，而后不是以近乎调戏法官般的语言敷衍、以近乎沉默权式的表达对抗和推卸責任，就是论述得毫无干系。代表清方的古柏与哈华托也没有更多的证据来指证。第一次公开审判没有结果，六人继续被关押候审。在第一次公审之后，清廷知道在会审公廨，苏报案的处理权为外人所操作，并且按照西方法律审理流程六人不会被重判。清政府要求租界当局移交犯罪的华人以立即处置六人，涉及“引渡”。为了达到引渡的目的，清政府在上海和北京同时开展了一系列的外交活动。起初获得一定进展，但“沈荩案”中清廷的行为使中外哗然，外方对中国司法不信任，讓清廷引渡犯罪的目的失敗。

### 第二次审理
第二次公开审理於7月21日进行，因为清廷忙着引渡，所以庭审一开始原告律师就要求改期。12月3日正式开庭审理，共进行四天。开庭地点依旧，但名在会审公廨的构架之外设立了“额外公堂”负责审理，实际上是形成一个类似于非公开审理的法庭，拒绝市民的旁听。主审官换成上海县令汪瑶庭。原告指控章、邹二人“登报著书，扰乱人心”，仍然没有证据可以定罪。
12月5日，围绕《驳康有为论革命书》和《革命军》是否会造成社会危害，工部局请来两位外侨出庭作证，解释两书中的言论是否具有煽动性，是否构成诽谤罪。结果证人证词使案情趋于对被告有利。兩天後的12月7日是庭审的最后一天，陈仲彝、程吉甫、钱允生和执行逮捕令的巡捕出庭接受法庭调查，程吉甫、钱允生被当场释放。陈仲彝则继续羁押。
12月9日，汪瑶庭在会审公廨抢先宣判，判决宣布钱宝仁、陈吉甫释放，陈仲彝“姑准交保寻父到案”，龙积之“押候鄂督示谕，再行办理”，章炳麟、邹容永远监禁。英国副领事当庭表示抗议，由于判决的执行权在租界，外方的反对态度意味中国判决的单方面判决不会被执行，汪庭瑶的判决书被送回
在双方协商下，5月初，英国驻沪领事仍然坚决反对清政府重判，提出“一犯禁二年，一犯即释放”。南洋大臣魏光寿只能退而求其次，急电外务部，争取减至五六年。经过双方几个月的交涉，清政府终于放弃了重判章太炎与邹容。1904年5月21日，汪瑶庭重新宣布了判决结果。

## 审判结果
1904年5月21日汪瑤庭重新宣布判決結果：钱宝仁、陈吉甫、龙积之释放，陈仲彝“姑准交保，寻父到案”。邹容监禁二年，章炳麟监禁三年，罚作苦工。二人限满释放，驱逐出境。至此，苏报案结案。1905年4月3日，邹容瘐死狱中。1906年6月29日，章炳麟出狱，在当天被租界当局送上了前往日本的轮船。

## 主要影响
“苏报案”是中国近代新闻史上第一个因言论罪被政府告上法庭的报案。《苏报》及“苏报案”在晚清史、辛亥革命史乃至整个中国近代史上占有重要地位，一直受到研究者的重视。《苏报》与“苏报案”的研究大致从政治方面与新闻事件方面着手分析。

## 爭議
- 章太炎出獄後，批評吳稚暉在清廷抓人前即與「來滬察辦」的俞明震密會，引起吳稚暉著文反駁。章太炎在回信中指責吳：「愛國學社先進諸生，忿于社事，抵慰丹之門，拋磚罵詈云：『章某已入獄，爾不入獄爲無恥！』此非足下教之乎？」見. 民報. 1908-07-10, (22號).。在張篁溪寫蘇報案實錄，亦言「鄒容之入獄，又是敬恆之所致矣。」1907年，章太炎在日本《革命評論》第十號中，登出《鄒容傳》，批評吳稚暉出賣同志。引起吳在1908年《新世紀》第二十八號上抗辯。使章太炎回信吳稚暉在探視時親口承認密會俞明震。「...案僕入獄數日，足下來視，自述見俞明震屈膝請安及賜麵事。又述俞明震語，謂奉上官條教來捕足下，但吾輩辦事，不可野蠻，有釋足下意，願足下善為謀。時慰丹在傍問曰，何以有我與章先生？足下即面色青黃，嚅囁不語，須臾引去。此非僕與足下知之，同繫者上有錢葆仁、程吉甫輩，可覆問也。」[8]
- 1964年，連基座高達四公尺以上的吳稚暉銅像於臺北市敦化北路跟南京東路交叉口圓環豎立，[9]成為當時臺北市地標之一。1983年9月8日，作家李敖發表〈砸掉那銅像〉一文，即稱吳稚暉在蘇報案前就密會俞明震，在接到俞明震姪子俞大純的信時，不向同志報備，前往應邀。獲得俞明震出示公文，顯然俞不把吳稚暉當外人看。俞更與吳稚暉聯絡化名，委以線民責任。吳稚暉才能在同志被抓的風聲鶴唳時前往探監。並引述鄒容入獄，稱「可見鄒容之死，『敬恆之所致』實有關係。一個自己不敢入獄的吳稚暉，卻鼓勵鄒容去入獄，他的人品是哪一種，也就一看即知了。」並諷刺敦化北路的銅像「每次經過臺北敦化北路南京東路，我就會對交叉口的一座銅像，展開一番『看沒有起』，銅像鑄的是一個糟老頭兒，他的名字，叫吳敬恆（稚暉）」，「而是一座出賣同志的革命逃兵的銅像，這可太諷刺了」。[10]1988年11月，該銅像因整頓交通等因素被拆除。

## 资料来源
1. ↑  戈公振：《中国报学史》，上海：三联书店，1985年版，第152页。
2. ↑  苏玉娟：《从“苏报案”看清末上海租界的言论出版自由》。《学术平台-传媒史学》2007年第四期，56-57页。
3. 1 2  大同學會 (编).  卷一. 新光書店. 1929-11: 105頁-106頁  [2022-11-20]. （原始内容存档于2022-11-20）. 閏五月初六日，由租界工部局遣派中西警探多名，赴愛國學社拘章炳麟、鄒容、蔡元培、吳敬恆四人，祇捕去章一人，鄒、蔡、吳均不在校；復有警探一隊到《蘇報》館拘捕陳範，值陳外出未獲，祇將司賬員程吉甫捕去，復至派克路第七百零二號《女報》館抄查，又捕去陳範之子仲彝及《女報》辨事員錢允生，同時復在四馬路捕去龍積之。鄒容聞訊，自往公共租界巡捕房投到。陳範、黃宗仰、汪文溥走日本，蔡元培走柏林，吳敬恆走倫敦。同時《蘇報》被封，愛國學社亦解散……承審委員爲清知府孫建臣、上海縣汪瑶廷及英副領事迪比蘭。清廷所延律師爲古柏、哈華託二人。章鄒等親友亦代延律師博易、瓊司二人出庭辯護
4. ↑  蔡裴：《1903年：上海苏报案》。西南政法大学硕士学位论文。
5. ↑  光绪二十九年十月二十一日南洋大臣魏光焘致外务部电，见《中英等交涉苏报案当事人问题电》，历史档案1986年第四期。转引自王敏：“苏报案的审讯与判决”，《史林》2005年第六期，第62页。
6. ↑  《东方杂志》第1卷第6期,1904年5月。
7. ↑  任家宣：《《苏报》与苏报案的研究及其反思》。《学术平台-传媒史学》2010年第十二期77页。
8. ↑  《民報》第19號。
9. ↑  《中央日報》，1964年3月26日。
10. ↑  李敖，〈砸掉那銅像〉。收於氏著，《銅像·嘴臉·戲》，天元出版。1983年9月30日初版。頁1-46。